# Eublemma acutiangulatalis
Eublemma acutiangulatalis là một loài bướm đêm trong họ Erebidae.